# Sztuka Totonaków

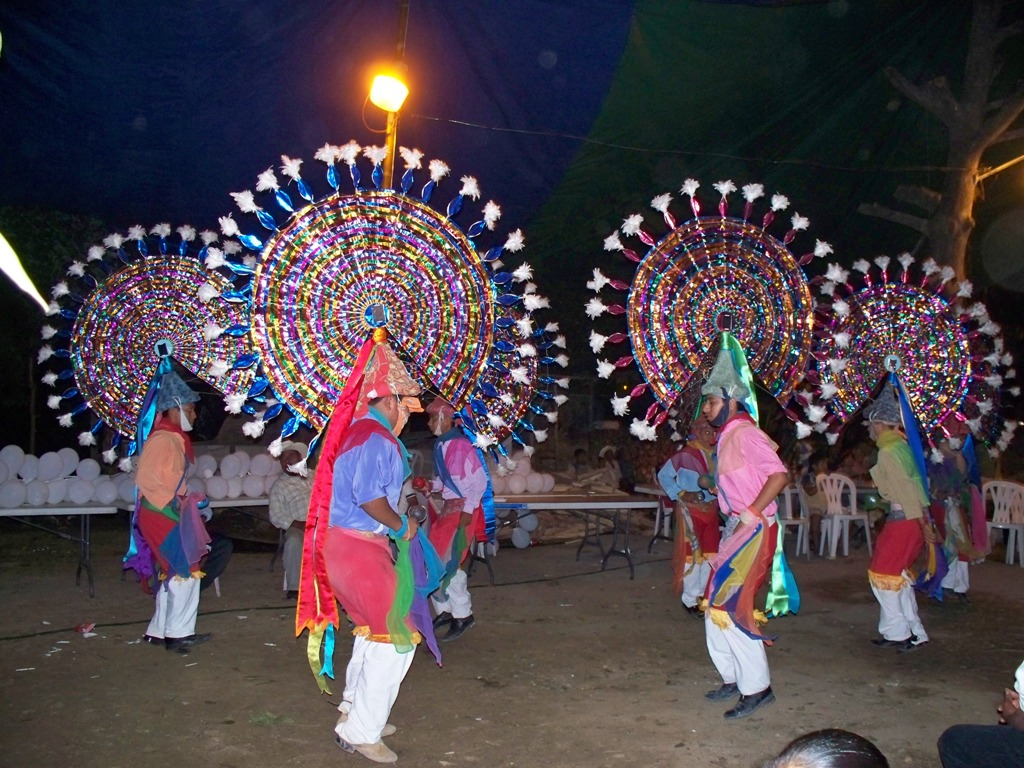
Wpółcześni totonaccy tancerze tradycyjni w Stanie Veracruz

Sztuka Totonaków należy do najważniejszych w historii Mezoameryki. Totonakowie to plemiona zamieszkujące wybrzeża Zatoki Meksykańskiej (obecne stany Veracruz i Puebla w Meksyku) już od II w. p.n.e., rozwój kultury trwał nieprzerwanie aż do XII w. Totonakowie należą do bezpośrednich spadkobierców kultury olmeckiej. Do VI w. duży wpływ na sztukę wywierał Teotihuacan, kolejne 300 lat to wzajemne oddziaływanie z kulturą Majów. Najważniejsze ośrodki kultury Totonaków to Remojadas i El Tajín. Rejon Remojadas związany jest przede wszystkim ze znaleziskami glinianych figurek, pochodzących z różnych okresów rozwoju kultury. Mają kilka cech charakterystycznych. Jedną z nich jest używanie jako czarnej farby asfaltu (rejon ten jest bogaty w złoża ropy naftowej). Najbardziej znaną cechą jest wyrazistość uczuć oddawanych na twarzach przedstawianych postaci. Są to najczęściej roześmiane twarze o spłaszczonych czołach. Niektóre mają skupiony wyraz oczu. Postacie często trzymają w dłoniach tzw. dzwoneczki urodzaju. "Roześmiane" figurki są nietypowym zjawiskiem dla całej sztuki prekolumbijskiej. Często przyjmuje się, że te figurki są protoplastą sprzedawanych w Meksyku w okresie Zaduszek "figurek śmierci".

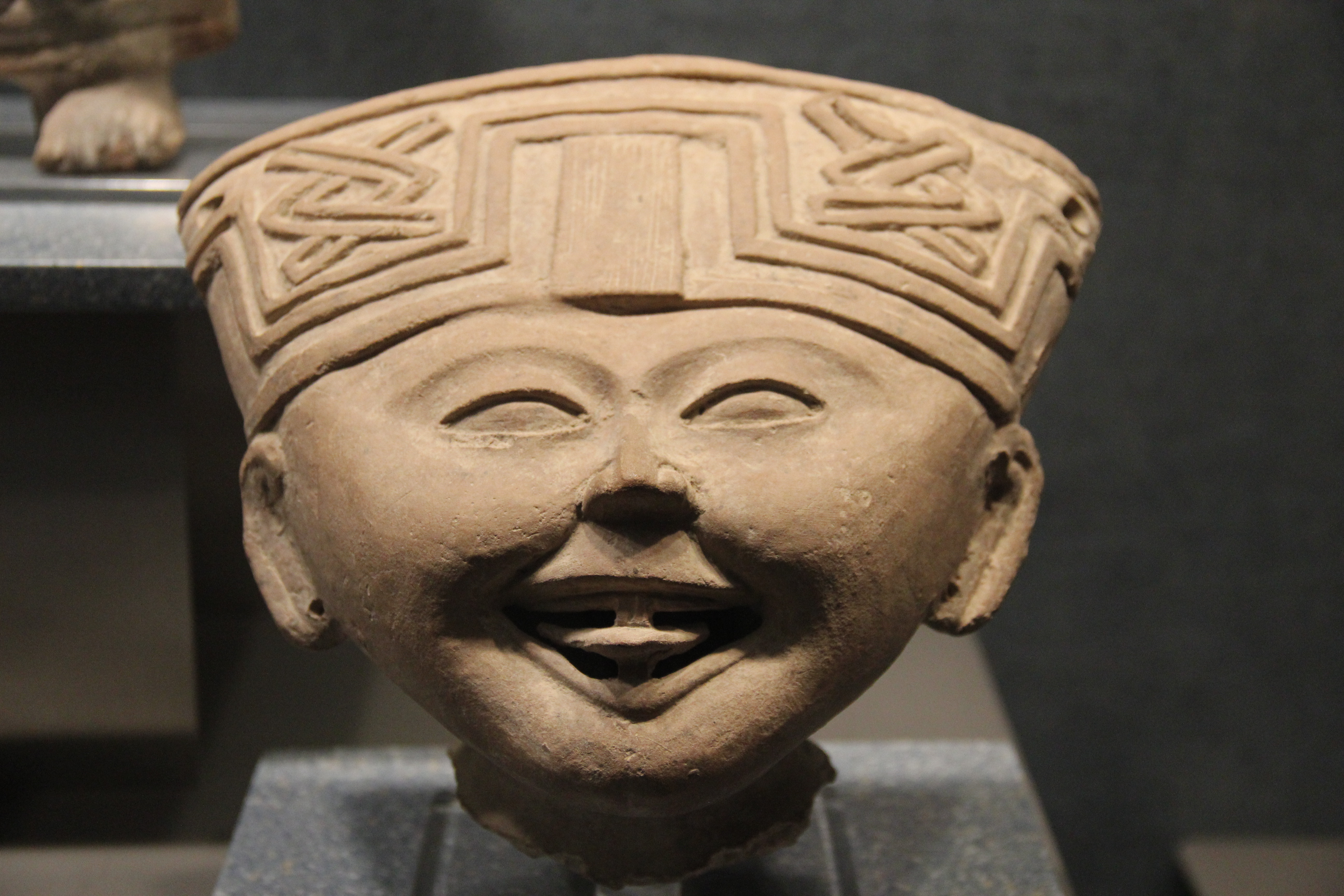

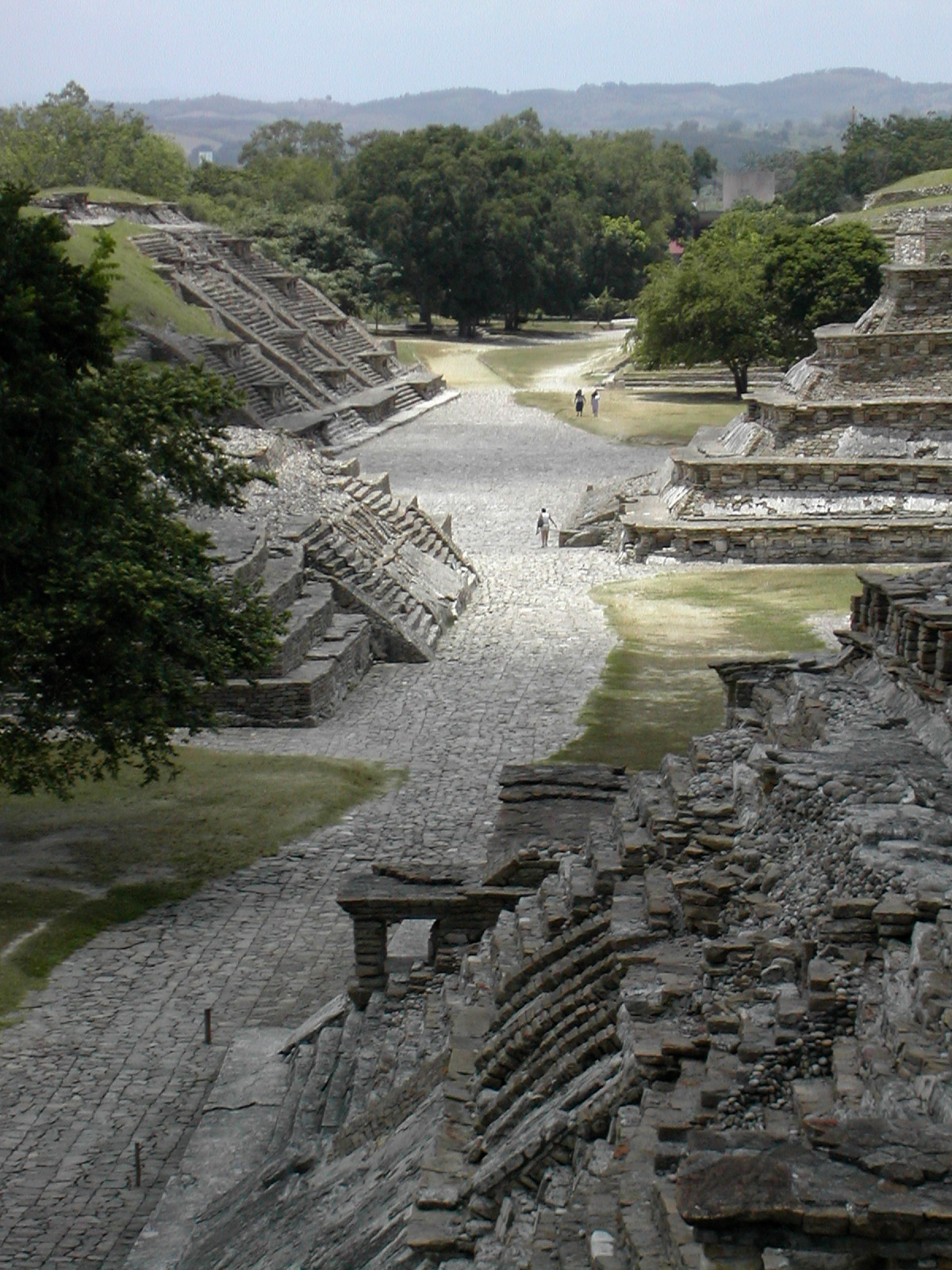
Ruiny El Tajín obecnie

El Tajín, stolica Totonaków, była miastem poświęconym bogowi deszczu. Najważniejszym zabytkiem znajdującym się w tym mieście jest Piramida Nisz. Miasto rozwijało się do XII w. i nieznana jest przyczyna jego opuszczenia. Podobny los spotkał Las Higueras. W ruinach Las Higueras odkryto fragmenty malarstwa ściennego. Po opuszczeniu tych miast ludność przeniosła się na inne tereny. Wskazuje na to m.in. odkrycie miejscowości Cempoala. Badania archeologiczne wskazują, że w XII wieku powstało tam miasto założone przez ludność totonacką. Cempoala nie jest dokładnie zbadana. Wiadomo, że ok. 1600 roku została całkowicie wyludniona przez zarazę i zapomniana aż do XIX w. Wykopaliska informują, że istniało w tym miejscu miasto o szerokich ulicach, kamiennych domach i schodkowej piramidzie zbudowanej na planie koła.
Wśród zabytków związanych z kulturą Totonaków znajdują się także kamienne rzeźby o nietypowych kształtach. Nazwano je, uwzględniając ich kształt: yougos – jarzma, hachas – topory, palmas – palmy. Nieznana jest ich funkcja, jednak dekoracja niektórych z nich wskazuje na silne związki z ceremoniałem pogrzebowym. Jarzma w kształcie podkowy (rzeźby o wadze ok. 20-30 kg) pokryte są reliefami z symbolami boga deszczu, bogini ziemi. Miały najprawdopodobniej chronić zmarłego przed niebezpieczeństwami w życiu pozagrobowym. Topory były symbolem boga deszczu, znakiem jego siły. Palmy miały trójkątny kształt, przedstawiały czasem klęczącą postać ludzką lub opiekuńcze zwierzę. Pokrywały je ornamenty w kształcie woluty.

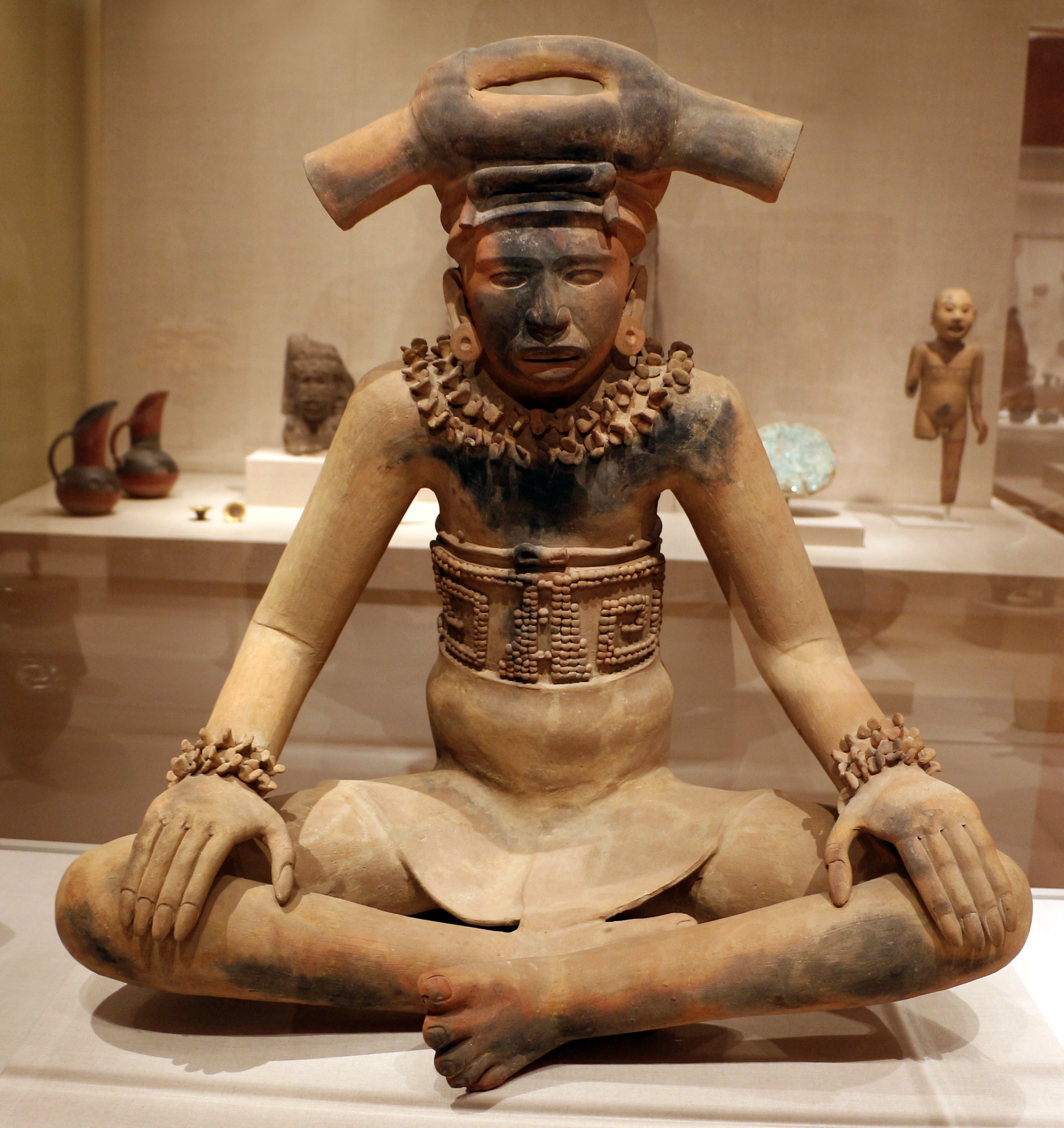

W dzisiejszym stanie Veracruz rozwijała się także kultura Huasteków. Było to plemię etnicznie związane z Majami. Do zachowanych zabytków związanych z tymi sąsiadami Totonaków należą rzeźby czczonych przez nich bóstw. Do częstych przedstawień należy wyobrażenie bogini z rękoma złożonymi na talii. Była to figura występująca zazwyczaj jako kamienna stela. Postacie występujące w sztuce Huasteków noszą w uszach i na piersiach muszle z ornamentem wyobrażającym sceny mitologiczne, była to ozdoba popularna wśród tego ludu. Do arcydzieł sztuki należy wyobrażenie Quetzalcoatla jako gwiazdy wieczornej. Jego postać niesie na plecach swojego syna – umierające słońce do podziemnego świata.